# Andrea Wanka
Andrea Wanka (geb. Scheele; * 4. April 1981) ist eine deutsche Sonderpädagogin. Sie gilt als Expertin auf dem Gebiet der Taubblinden-/Hörsehbehindertenpädagogik und übernahm zum Wintersemester 2018 die erste Professur für dieses Fachgebiet an der Pädagogischen Hochschule Heidelberg. Ihre Forschung gilt insbesondere dem Usher- und dem CHARGE-Syndrom.

## Werdegang
Andrea Wanka studierte ab 2001 zunächst an der PH Schwäbisch Gmünd, dann an der PH Heidelberg Lehramt an Sonderschulen mit der Fachrichtung Blinden- und Gehörlosenpädagogik und den Erweiterungsstudiengang Sonderpädagogische Frühförderung. 2006 schloss sie ein Erweiterungsstudium Sonderpädagogische Frühförderung mit den sonderpädagogischen Fachrichtungen Gehörlosen- und Blindenpädagogik an. Ihr Promotionsvorhaben, für die sie eine Langzeitstudie über Kinder mit CHARGE-Syndrom durchführte, schloss sie 2011 mit summa cum laude an der Pädagogischen Hochschule Heidelberg ab. An der Universität Birmingham lehrte sie 2009 bis 2014 zum Thema Taubblindheit, insbesondere Ausbildungskonzepte in Deutschland.
Von 2012 bis 2018 war sie in der Stiftung St. Franziskus Heiligenbronn als Beauftragte für Taubblindheit und Hörsehbehinderung tätig. Im Anschluss wurde sie von der Pädagogischen Hochschule Heidelberg auf die erste deutschsprachige und zweite weltweite Professur zur Taubblinden- / Hörsehbehindertenpädagogik berufen und durfte das Studienangebot konzipieren und durchführen. Es handelte sich um eine Stiftungsprofessur der Friede-Springer-Stiftung. Im Jahr 2021 wurde Andrea Wanka auf die Professur für Bildung und (Früh-)Förderung bei schweren Kommunikationsbeeinträchtigungen berufen und verantwortet seitdem zusätzlich zum besonderen Erweiterungsfach Taubblinden- / Hörsehbehindertenpädagogik das Sonderpädagogische Handlungsfeld Frühförderung.
Wanka ist Mitglied und Vorständin in mehreren Verbänden und Vereinen, die sich mit Taubblindheit beschäftigen, darunter die 2011 gegründete Landesarbeitsgemeinschaft taubblind Baden-Württemberg. Sie ist ebenfalls seit 2011 Mitglied im Vorstand des Weltverbandes Deafblind International, da sie hier das DbI CHARGE Network leitet.

## Publikationen
- Diversität des frühen Dialogs hörsehbehinderter Säuglinge und Kleinkinder mit CHARGE-Syndrom : eine empirsch-explorative Langzeitstudie zu Konstituenten früher dialogischer Interaktionen und ihrer Entwicklung unter dem Wirkfaktor einer multiplen Sinnesbehinderung. (Dissertation). Median-Verlag von Killisch-Horn, Heidelberg 2011, ISBN 978-3-941146-25-9.
- (Mitautorin): Taubblinden-Assistenz: ein Lehrbuch. Hrsg.: Arbeitsgemeinschaft der TBA-Qualifizierungsinstitute. Median-Verlag von Killisch-Horn, Heidelberg 2015, ISBN 978-3-941146-61-7.

### Aufsätze (Auswahl)
- Andrea Wanka: Kinder und Jugendliche mit CHARGE-Syndrom in der Hörgeschädigtenpädagogik. In: DFGS-Forum – Aktuelle Frage der Gehörlosen- und Schwerhörigenpädagogik. 2012, S. 30–50 (Digitalisat via dfgs-info.org [PDF; 494 kB]).

### Herausgeberschaft
- mit Ursula Horsch (Hrsg.): Das CHARGE-Syndrom: ein Fachbuch. Median-Verlag von Killisch-Horn, Heidelberg 2010, ISBN 978-3-941146-13-6.
- mit Ursula Horsch (Hrsg.): Das Usher-Syndrom – eine erworbene Hörsehbehinderung; Grundlagen, Ursachen, Hilfen. Reinhardt, München 2011, ISBN 978-3-497-02329-5.
- mit Claudia Junghans (Hrsg.): Jugendliche und Erwachsene mit CHARGE-Syndrome: Kinder werden zu Jugendlichen, Jugendliche werden zu Erwachsenen: ein Buch rund ums Erwachsen- und Selbstständigwerden mit CHARGE. Median-Verlag von Killisch-Horn, Heidelberg 2014, ISBN 978-3-941146-46-4.
- mit Ursula Horsch (Hrsg.): Inklusive Bildungsmomente bei Kindern mit CHARGE-Syndrom : ein Fachbuch für Pädagogen, Therapeuten, Pädiater, Betroffene und deren Umfeld. Median-Verlag, Heidelberg 2012, ISBN 978-3-941146-14-3.